# Kazimierz Nycz
Kazimierz Nycz (Stara Wieś, 1º febbraio 1950) è un cardinale e arcivescovo cattolico polacco, dal 4 novembre 2024 arcivescovo emerito di Varsavia e dall'8 marzo 2025 ordinario emerito per i fedeli di rito orientale in Polonia.

## Biografia
Nasce a Stara Wieś, frazione di Wilamowice, allora in arcidiocesi di Cracovia (oggi diocesi di Bielsko-Żywiec), il 1º febbraio 1950. È il primogenito dei tre figli, due maschi e una femmina, di Franciszek e Waleria Młynarska. Il 19 febbraio viene battezzato nella chiesa di Santa Croce nel paese natale.

### Formazione e ministero sacerdotale
Dopo gli studi primari a Stara Wieś e il liceo a Czechowice-Dziedzice, nel 1967 entra nel seminario arcivescovile di Cracovia.
L'8 maggio 1972 è ordinato diacono dall'allora cardinale arcivescovo di Cracovia Karol Wojtyła (poi papa Giovanni Paolo II), mentre il 20 maggio 1973 è ordinato presbitero, a Kaniów, dal vescovo Julian Jan Groblicki, allora ausiliare della medesima arcidiocesi.
Nel 1976 consegue la licenza in teologia presso la Pontificia accademia teologica di Cracovia e nel 1977 inizia gli studi all'università cattolica di Lublino, dove nel 1981 ottiene il dottorato.
Al contempo è vicario parrocchiale della parrocchia di Santa Elisabetta a Jaworzno, per due anni, e poi nella parrocchia di santa Margherita a Raciborowice.
Dal 1981 è direttore dell'ufficio arcidiocesano di catechesi (fino al 1983) e collaboratore pastorale nella parrocchia della Divina Misericordia a Skawina. Inizia l'insegnamento di catechesi presso la Pontificia accademia teologica di Cracovia e nel 1987 viene nominato vicerettore del seminario maggiore di Cracovia.

### Ministero episcopale e cardinalato

#### Vescovo ausiliare di Cracovia
Il 14 maggio 1988 papa Giovanni Paolo II lo nomina vescovo ausiliare di Cracovia e titolare di Villa del Re. Il 4 giugno successivo riceve l'ordinazione episcopale, con il vescovo Jan Szkodoń, nella cattedrale del Wawel, dal cardinale Franciszek Macharski, coconsacranti l'arcivescovo Jerzy Karol Ablewicz e il vescovo Stanislaw Nowak (poi arcivescovo).
Diviene vicario generale dell'arcidiocesi e, fino al 2002, organizza tutti i viaggi apostolici di Giovanni Paolo II a Cracovia.

#### Vescovo di Koszalin-Kołobrzeg
Il 9 giugno 2004 è nominato vescovo di Koszalin-Kołobrzeg dallo stesso papa; succede a Marian Gołębiewski, precedentemente nominato arcivescovo metropolita di Breslavia.
Il 7 agosto seguente prende possesso della diocesi nella cattedrale dell'Immacolata Concezione a Koszalin.

#### Arcivescovo metropolita di Varsavia
Il 3 marzo 2007 papa Benedetto XVI lo nomina arcivescovo metropolita di Varsavia; succede a Stanisław Wielgus, precedentemente dimessosi essendo stata scoperta la sua collaborazione con il regime comunista. Il 1º aprile successivo, domenica delle palme, prende possesso dell'arcidiocesi nella cattedrale di san Giovanni Battista.
Dal 9 giugno 2007 è anche ordinario per i fedeli di rito orientale in Polonia sprovvisti di un proprio ordinario; succede al cardinale Józef Glemp, dimessosi per raggiunti limiti di età.
Il 29 giugno dello stesso anno riceve il pallio dal papa, nella basilica di San Pietro in Vaticano.
Nel concistoro del 20 novembre 2010 papa Benedetto XVI lo crea cardinale presbitero dei Santi Silvestro e Martino ai Monti; il 29 aprile 2011 prende possesso del titolo.
Il 12 e il 13 marzo 2013 partecipa come cardinale elettore al conclave che porta all'elezione di papa Francesco.
Dal 1º luglio al 31 dicembre 2019 ricopre l'incarico di amministratore apostolico sede plena di Płock.
Il 4 novembre 2024 papa Francesco accoglie la sua rinuncia al governo pastorale dell'arcidiocesi di Varsavia presentata per motivi di salute; gli succede Adrian Józef Galbas, fino ad allora arcivescovo metropolita di Katowice. L'8 marzo 2025 lascia anche la guida dell'ordinariato per i fedeli di rito orientale in Polonia all'arcivescovo Galbas.
Il 7 e 8 maggio 2025 ha partecipato come cardinale elettore al conclave che ha portato all'elezione di papa Leone XIV.
È membro della Congregazione per il culto divino e la disciplina dei sacramenti, della Congregazione per il clero e del Pontificio consiglio della cultura.

## Genealogia episcopale e successione apostolica
La genealogia episcopale è:
- Cardinale Scipione Rebiba
- Cardinale Giulio Antonio Santori
- Cardinale Girolamo Bernerio, O.P.
- Arcivescovo Galeazzo Sanvitale
- Cardinale Ludovico Ludovisi
- Cardinale Luigi Caetani
- Cardinale Ulderico Carpegna
- Cardinale Paluzzo Paluzzi Altieri degli Albertoni
- Papa Benedetto XIII
- Papa Benedetto XIV
- Papa Clemente XIII
- Cardinale Enrico Benedetto Stuart
- Papa Leone XII
- Cardinale Chiarissimo Falconieri Mellini
- Cardinale Camillo Di Pietro
- Cardinale Mieczysław Halka Ledóchowski
- Cardinale Jan Maurycy Paweł Puzyna de Kosielsko
- Arcivescovo Józef Bilczewski
- Arcivescovo Bolesław Twardowski
- Arcivescovo Eugeniusz Baziak
- Papa Giovanni Paolo II
- Cardinale Franciszek Macharski
- Cardinale Kazimierz Nycz

La successione apostolica è:
- Arcivescovo Mirosław Adamczyk (2013)
- Vescovo Rafał Markowski (2013)
- Arcivescovo Józef Górzyński (2013)
- Vescovo Michal Janocha (2015)